# 14572 Армандо
14572 Армандо (1998 QX54, 1981 UT21, 14572 Armando) — астероїд головного поясу, відкритий 27 серпня 1998 року.
Тіссеранів параметр щодо Юпітера — 3,588.